# 奥尔布河畔塞斯农
奧爾布河畔塞斯农（法語：Cessenon-sur-Orb，法語發音：[sɛsnɔ̃ syʁ ɔʁb]）是法国埃罗省的一个市镇，属于贝济耶区。

## 地理
奥尔布河畔塞斯农（43°27'0"N, 3°3'5"E）面积37.29 平方千米，位于法国奧克西塔尼大區埃罗省，该省份为法国南部沿海省份，南濒地中海，西南接奥德省，西北接塔恩省和阿韦龙省，东北与加尔省接壤。
与奥尔布河畔塞斯农接壤的市镇（或旧市镇、城区）包括：贝尔卢、科斯和韦朗、卡兹达尔讷、卡祖勒莱贝济耶、米尔维耶勒-莱贝济耶、韦纳佐布尔河畔普拉德、罗克布兰。

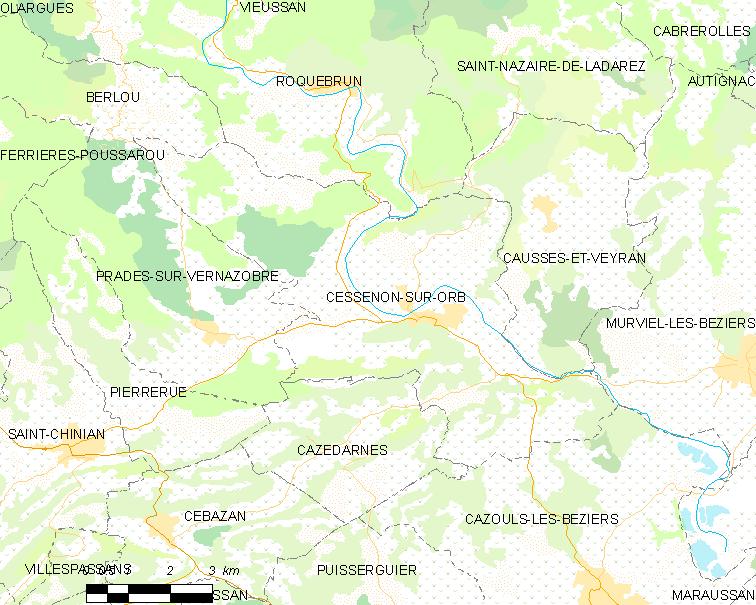
奥尔布河畔塞斯农的OSM定位图

奥尔布河畔塞斯农的时区为UTC+01:00、UTC+02:00（夏令时）。

## 行政
奥尔布河畔塞斯农的邮政编码为34460，INSEE市镇编码为34074。

## 政治
奥尔布河畔塞斯农所属的省级选区为圣庞斯德托米耶尔县。

## 人口

1962-2008年间奥尔布河畔塞斯农人口变化图示

奥尔布河畔塞斯农于2022年1月1日时的人口数量为2390人。